# Reduktionssprache
Eine Reduktionssprache ist eine Sprachvarietät, welche aus Anteilen einer oder mehrerer Sprachen entstanden ist. Charakteristisch sind dabei sprachliche Simplifizierung und sprachlicher Minimalismus. Die Sprachvariante ist grammatikalisch wie phonetisch weniger ausgeprägt als die Ausgangssprache und bedient sich typischerweise eines sehr begrenzten Wortschatzes (einer reduzierten Lexik).
Im Gegensatz zur Mischsprache fehlen der Reduktionssprache Merkmale wie der politisch oder ökonomisch motivierte Zwang, Sprachmuster zu übernehmen.

## Beispiele
- Kolonialdeutsch
- Kreolsprache
- Pidginsprache
- naturalistische Plansprachen